# Carl Begas den yngre

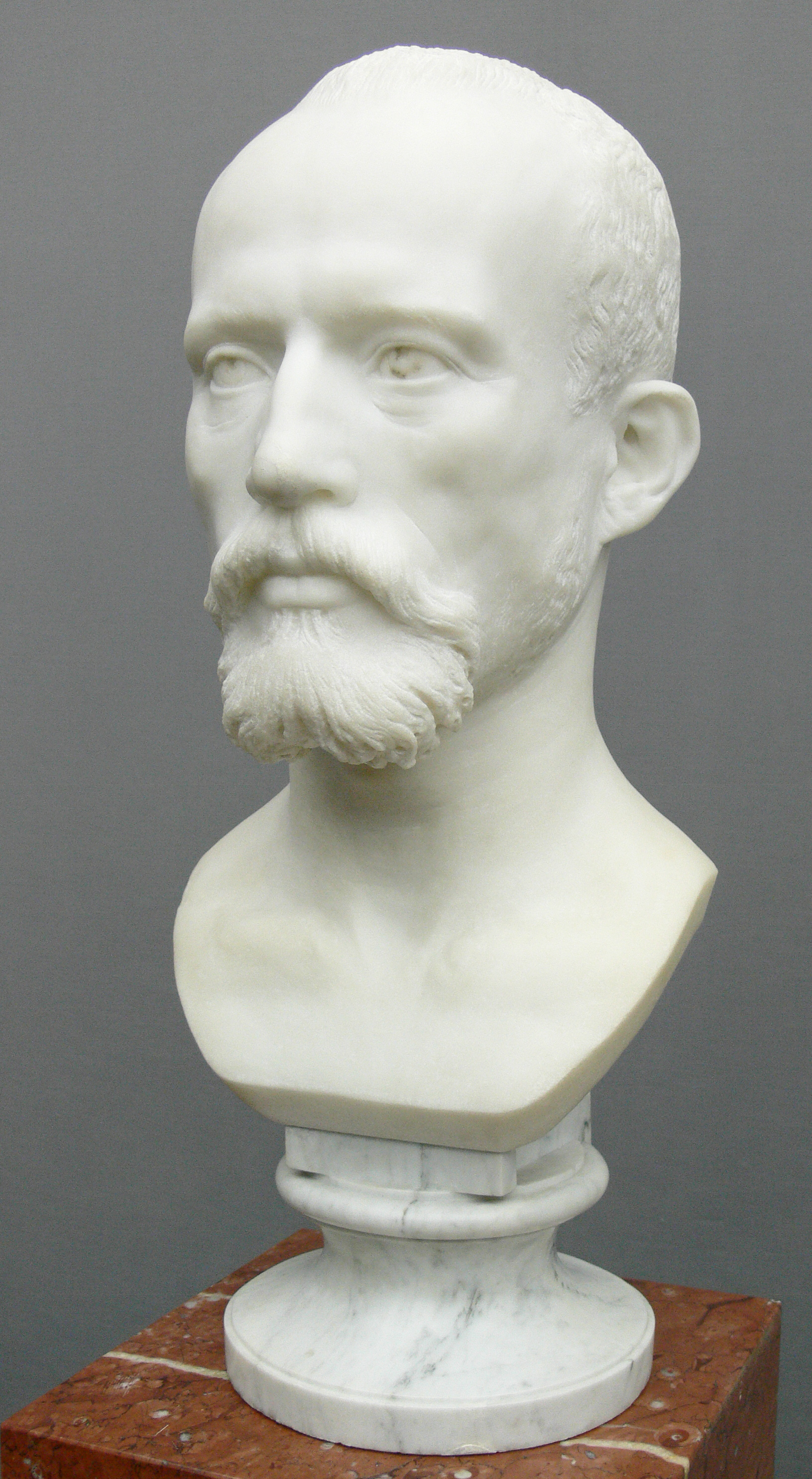
Hans von Marées byst, utförd av Carl Begas den yngre.

Carl Begas, född 23 november 1845 i Berlin, död 23 februari 1916 i Köthen, var en tysk bildhuggare. Han var son till Carl Begas den äldre.
Begas studerade 1869–1873 i Rom och utförde efter hemkomsten åtskilliga monumentala verk i tyghuset och Siegesallé i Berlin samt i Kassel, där han 1890–96 var lärare vid konstakademien. Han är i nationalgalleriet representerad av ett par grupper i marmor: Faun med Bacchusbarnet (1876) och Syskonen (1878). Ett senare arbete är en staty i marmor av tyska kejsarinnan (1904).
Asteroiden 12149 Begas är uppkallad efter honom, hans bröder och deras far.